# Брукгейвенська національна лабораторія
40°52′24″ пн. ш. 72°52′19″ зх. д. / 40.873346° пн. ш. 72.872057° зх. д.
Брукгейвенська національна лабораторія (англ. Brookhaven National Laboratory, BNL) — одна з шістнадцяти національних лабораторій Міністерства енергетики США. Знаходиться в Аптоні (Upton) (штат Нью-Йорк, острів Лонг-Айленд). Заснована в 1947 році на місці колишньої військової бази армії США «Табір Аптон» (Camp Upton). Використовується Брукгейвенською науковою асоціацією для досліджень Міністерства енергетики США, переважно — в області ядерної фізики. У лабораторії працює понад 3000 вчених, інженерів, техніків та працівників допоміжного персоналу. Щорічно сюди приїжджає працювати 4000 дослідників з усього світу. Відкриття, зроблені в цій лабораторії, були нагороджені сімома Нобелівськими преміями.
У Брукгейвені розташовані такі установки: релятивістський колайдер важких іонів RHIC, сконструйований для досліджень кварк-глюонної плазми, «Національне джерело синхротронного світла» (National Synchrotron Light Source), два циклотрони, що використовуються у виробництві радіоактивних матеріалів для медичного застосування та інші наукові установки. Області досліджень включають ядерну фізику та фізику високих енергій, молекулярну біологію та режим ядерного нерозповсюдження.
Випадковий та широко освітлений в пресі витік тритію в ґрунтові води в 1990-х роках викликала обурення навколишніх жителів та призвела до перестановок в системі керування лабораторією.
В 1974 році група дослідників, якою керував Семюел Тінг, відкрила частинку з ненульовою чарівністю J/ψ, що довело існування c-кварка, за що Тінг отримав Нобелівську премію з фізики в 1976 році.
Лабораторія відкрита для публіки влітку по неділях для екскурсійних турів та спеціальних програм.
Поруч з лабораторією розташований офіс прогнозу погоди (Аптон, Нью-Йорк) — відділення Національної метеорологічної служби.